# Reek
Pour les articles homonymes, voir Reek (homonymie).
Reek est une localité de la commune néerlandaise de Landerd dans le nord-est de la province de Brabant-Septentrional. Reek compte environ 1 700 habitants.

## Histoire

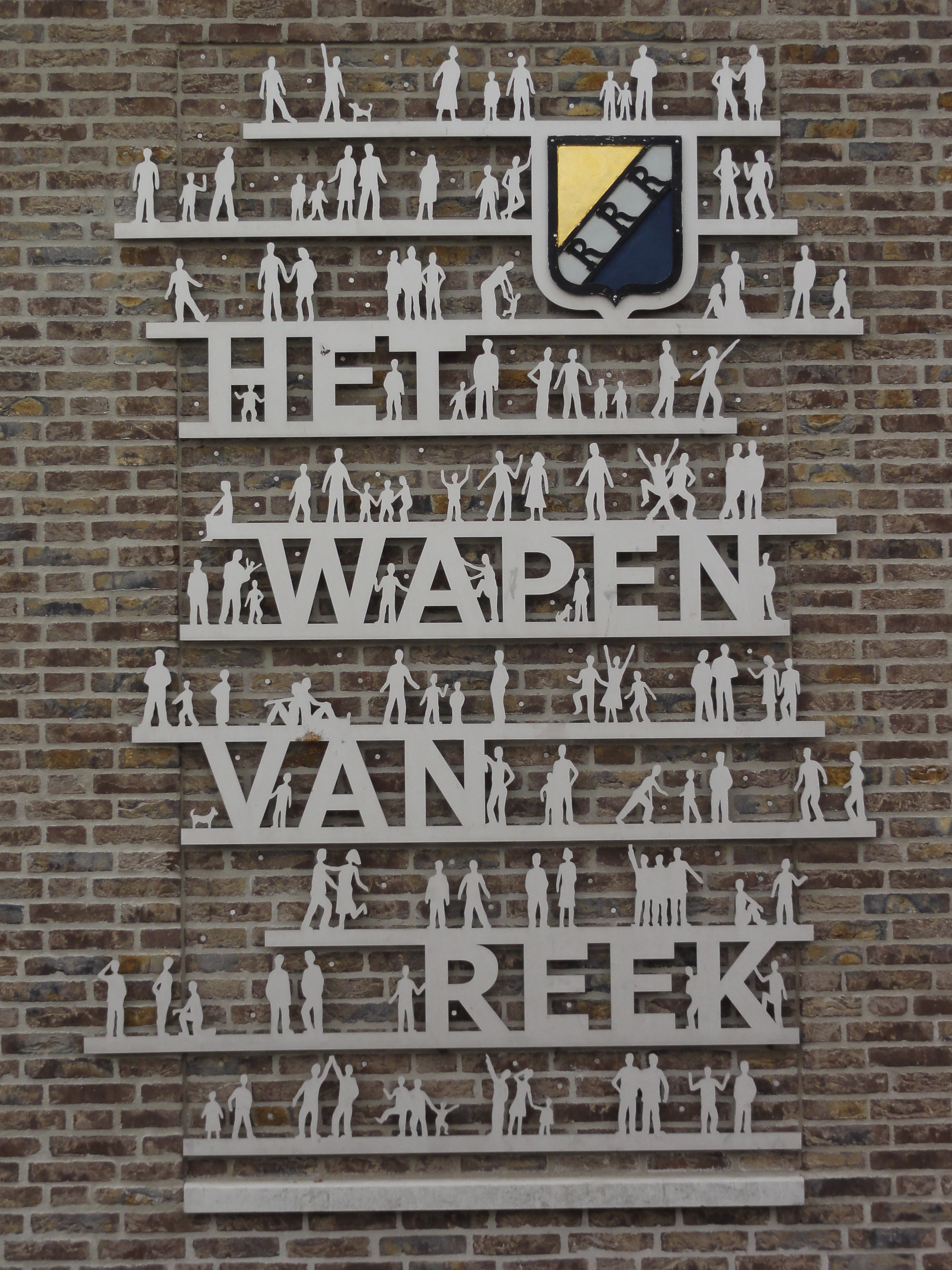
Blason de Reek, décoration de la façade du centre d'accueil troisième âge.

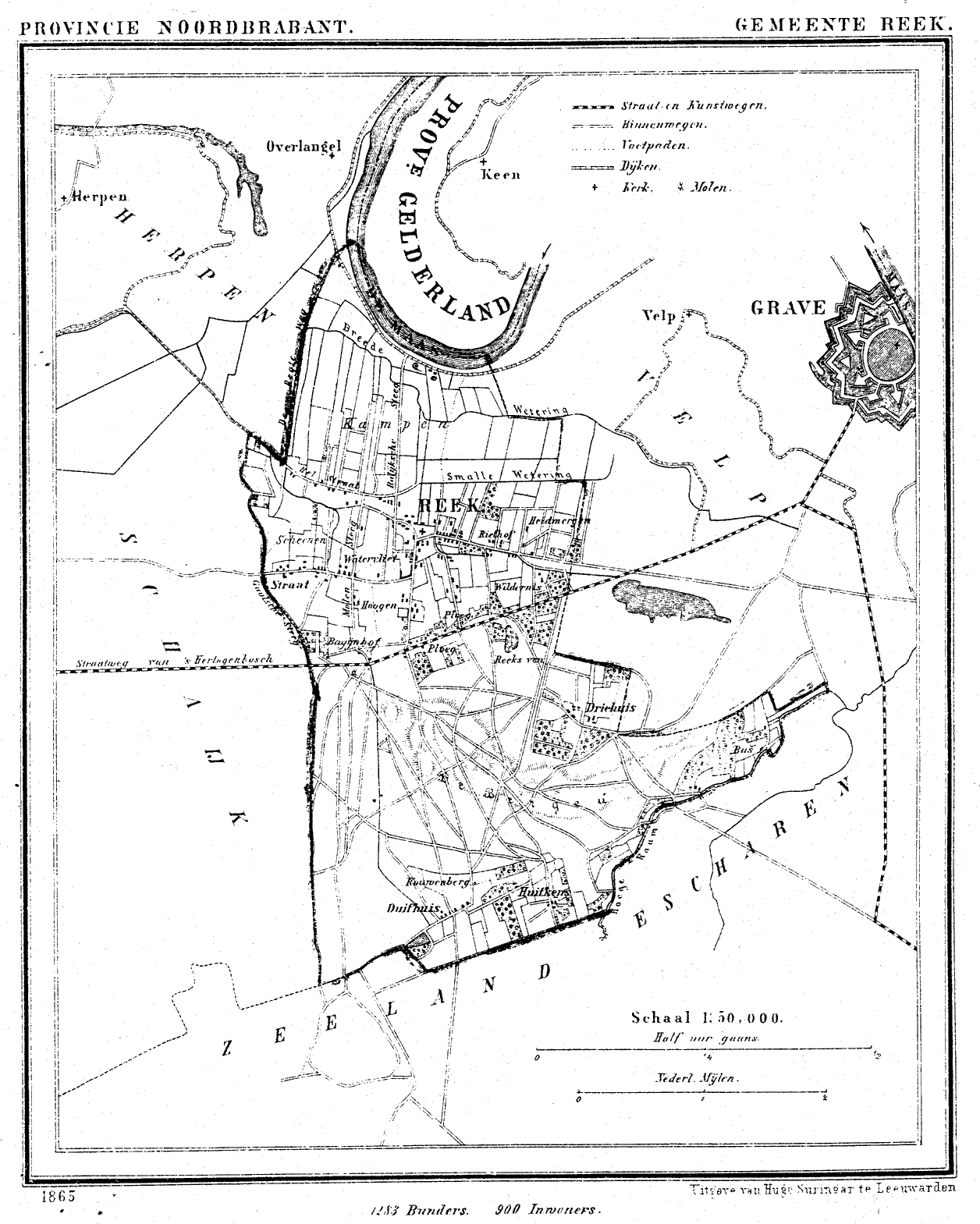
Reek en 1865

À Reek, des archéologues ont trouvé des vestiges du temps de la culture campaniforme.
Reek est à cheval sur les terrains inondables du côté de la Meuse et les terres boisées sablonneuses au sud. Le village et ses hameaux de Driehuizen, Duifhuis, Straat et Hoefkens se sont peuplés pendant la croissance démographique des XIIe et XIIIe siècles à partir de métairies sur des terrains défrichés par des religieux.
Pendant le siège de Grave, 1674, on a construit dans les forêts de Reek une digue de défense avec fossé, nommée Landweert ou Landerd. Reek a beaucoup souffert pendant ce siège.
Plus tard, en 1813, pendant une autre attaque de Grave, les villageois se sont défendus courageusement contre les troupes françaises. En récompense, la jeune commune très catholique et très royaliste de Reek a reçu la devise RRR, Reek Religio Regis.
Reek est jusqu'à 1813 une localité de l'ancienne commune de Velp. De 1813 à 1942, Reek est une commune indépendante. En 1942, Reek est rattaché à l'ancienne commune de Schaijk qui, le 1er janvier 1994, est intégrée à son tour dans la nouvelle commune de Landerd, nommée d'après le Landerd de Reek.

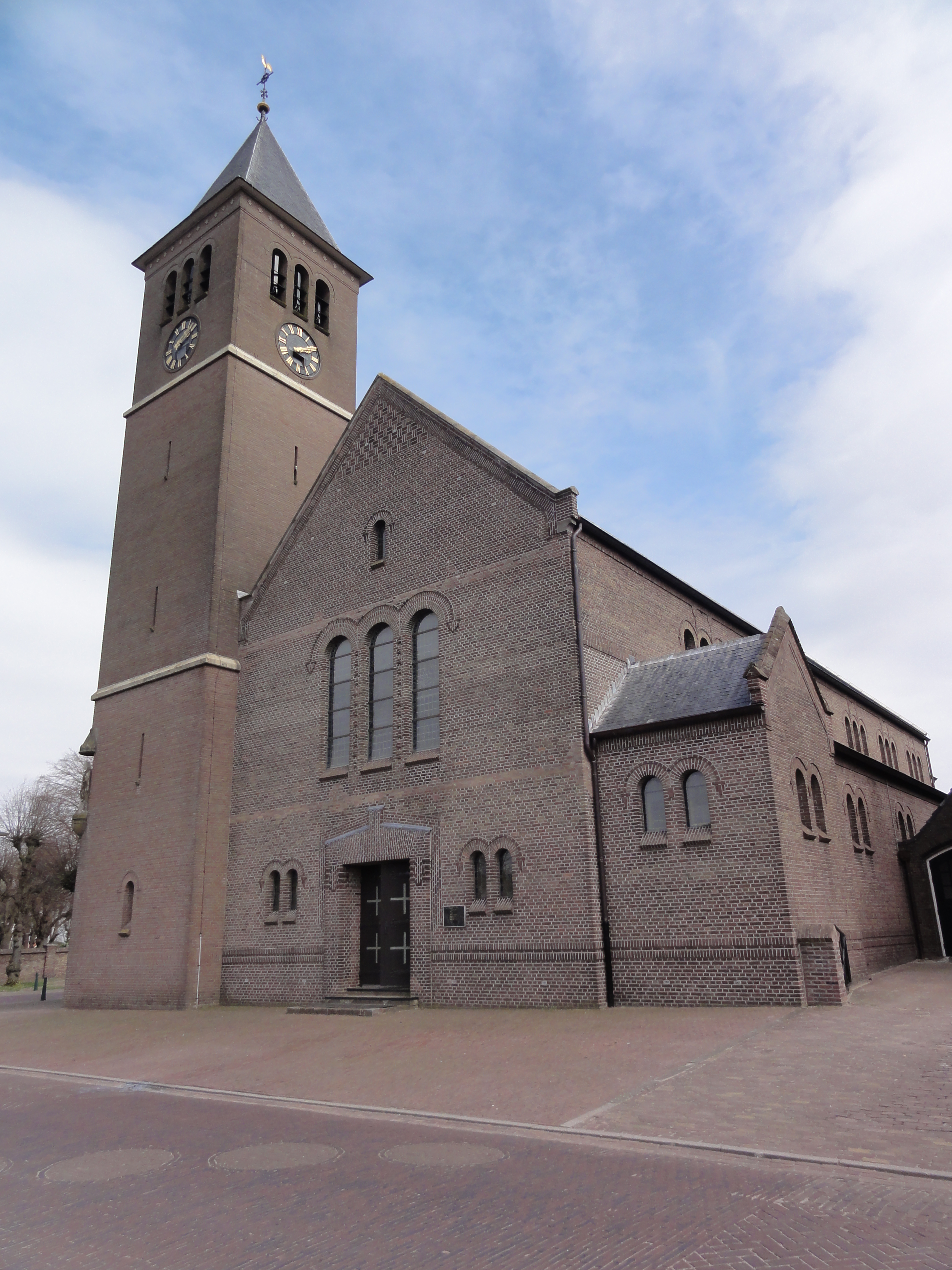
L'église Saint-Antoine

## La paroisse
Reek a toujours eu une population catholique très religieuse. Une première petite chapelle, dédiée à Saint Antoine le Grand est mentionnée pour la première fois en 1445, elle était desservie par la paroisse de Velp. La chapelle a été remplacée par une église en 1790, puis celle-ci par l'église présente, qui date de 1924-1925 et qui est toujours dédiée à saint Antoine le Grand.

## Saint Donat
En 1779, la paroisse recevait deux reliques de Saint Donat ; ainsi l'église est le plus ancien lieu de pèlerinage de ce saint aux Pays-Bas. Saint Donat, soldat romain du IIe siècle, est le patron contre les désastres météorologiques : foudre, grêle, pluie, sécheresse. En 1979 saint Donat est proclamé patron des désastres écologiques et atomiques ; la proclamation est fait solennellement à Reek.

## Facteurs d'orgues
D'environ 1820 à 1925, trois générations, six familles Smits à Reek ont construit des orgues. Ils étaient les premiers à reconnaître l'importance des orgues monumentales néerlandaises d'après 1500 et à s'inspirer sur ces orgues d'antan. Ils ont repris des traditions artisanales d'avant 1800, (notamment celles du Brabant/France et Allemagne-du-sud/Autriche) avec peu de concessions à la fabrication automatisée qui après 1870 gagnait terrain. Par leur tonalité claire et profonde et par leur fiabilité technique, les orgues Smits appartiennent aux meilleurs du XIXe siècle.
Au total, ils ont fabriqué environ cent orgues, surtout au sud des Pays-Bas.

## Lieux et monuments
Reek compte 11 inscriptions dans le registre des monuments nationaux : l'église Saint-Antoine, la cure, un ensemble d'objets au cimetière, l'ancien monastère Sainte-Élisabeth, le moulin blanc, cinq habitations et le bâtiment du Syndicat Agricole.

## Galerie de photos

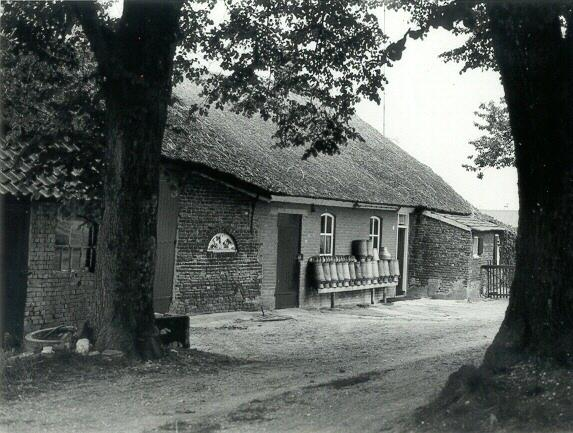
Photo d'antan : ancienne ferme
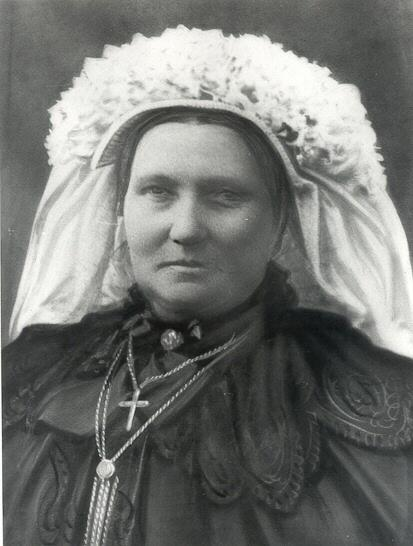
Photo d'antan : coiffe brabançonne
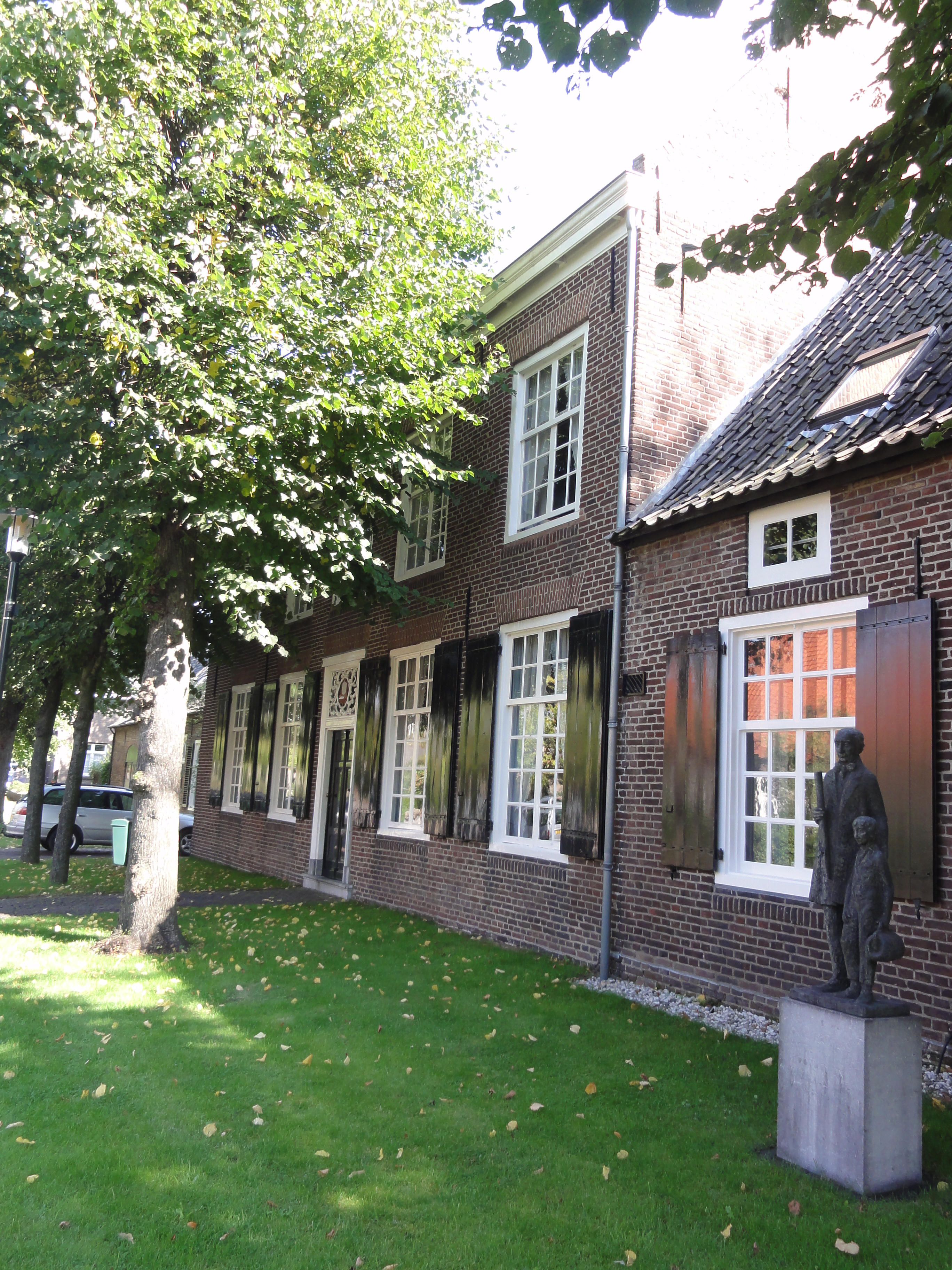
Maison classée des Smits, facteurs d'orgues
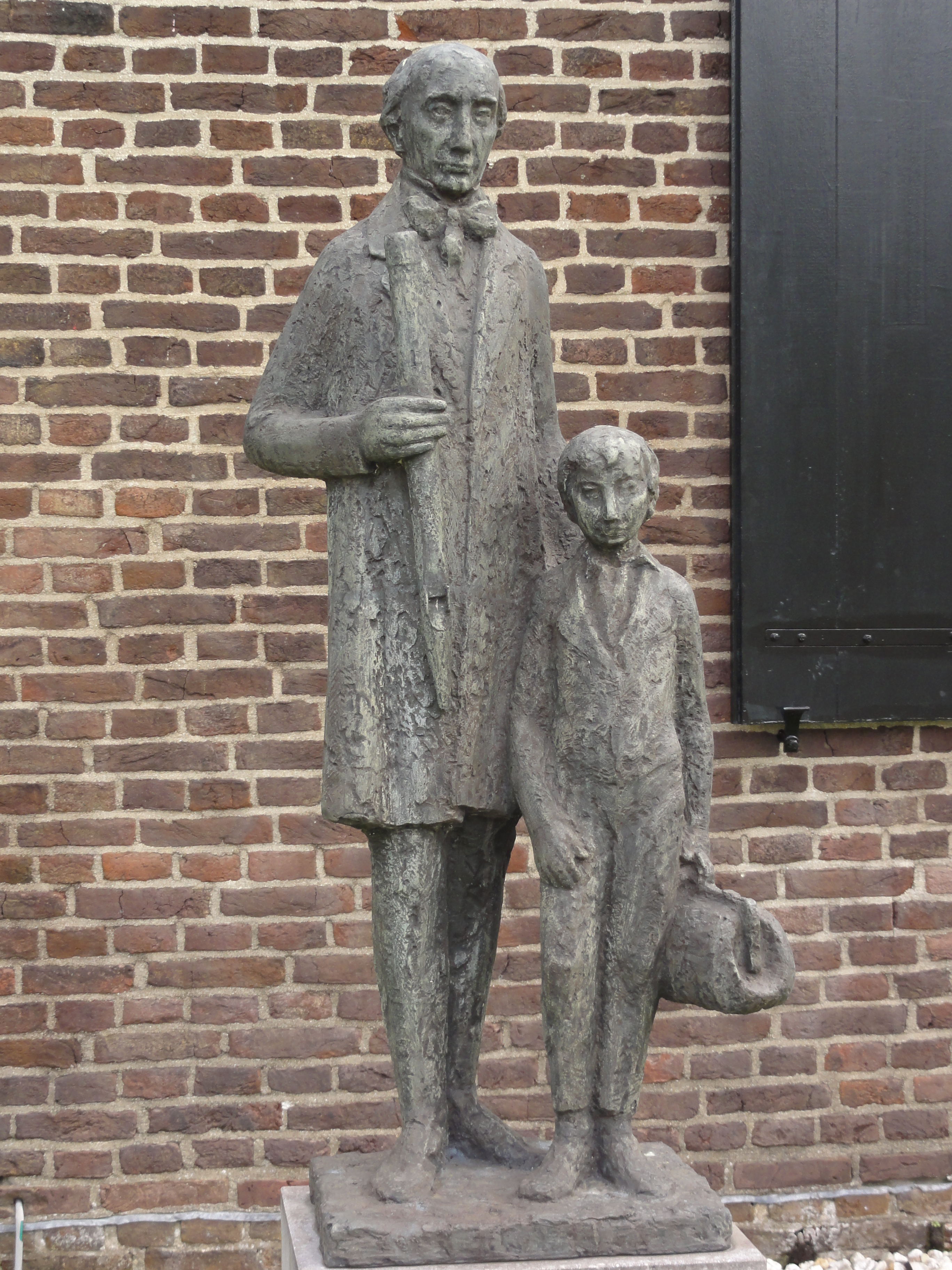
Statue de père et fils Smits par René van Seumeren
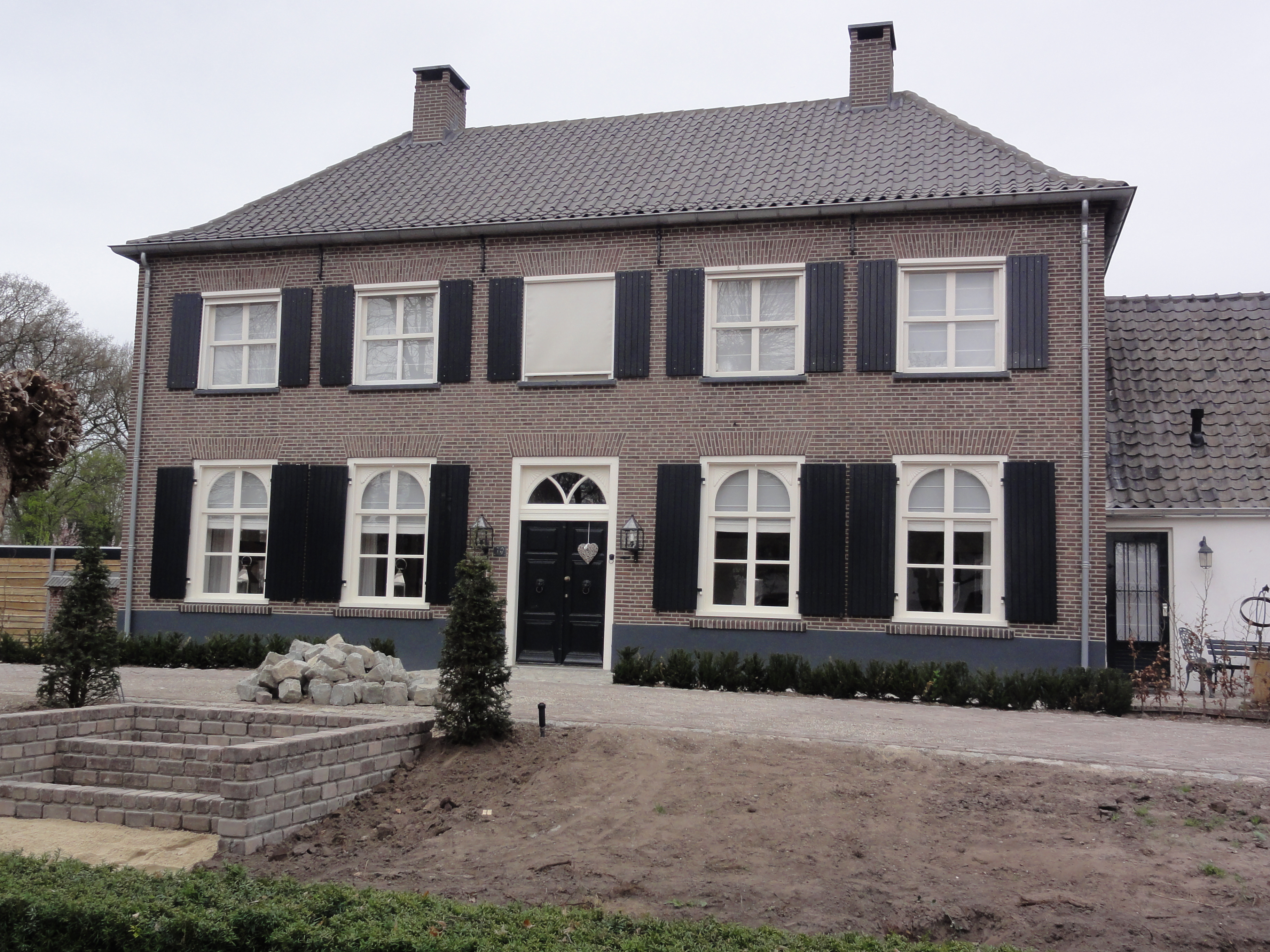
Maison classée
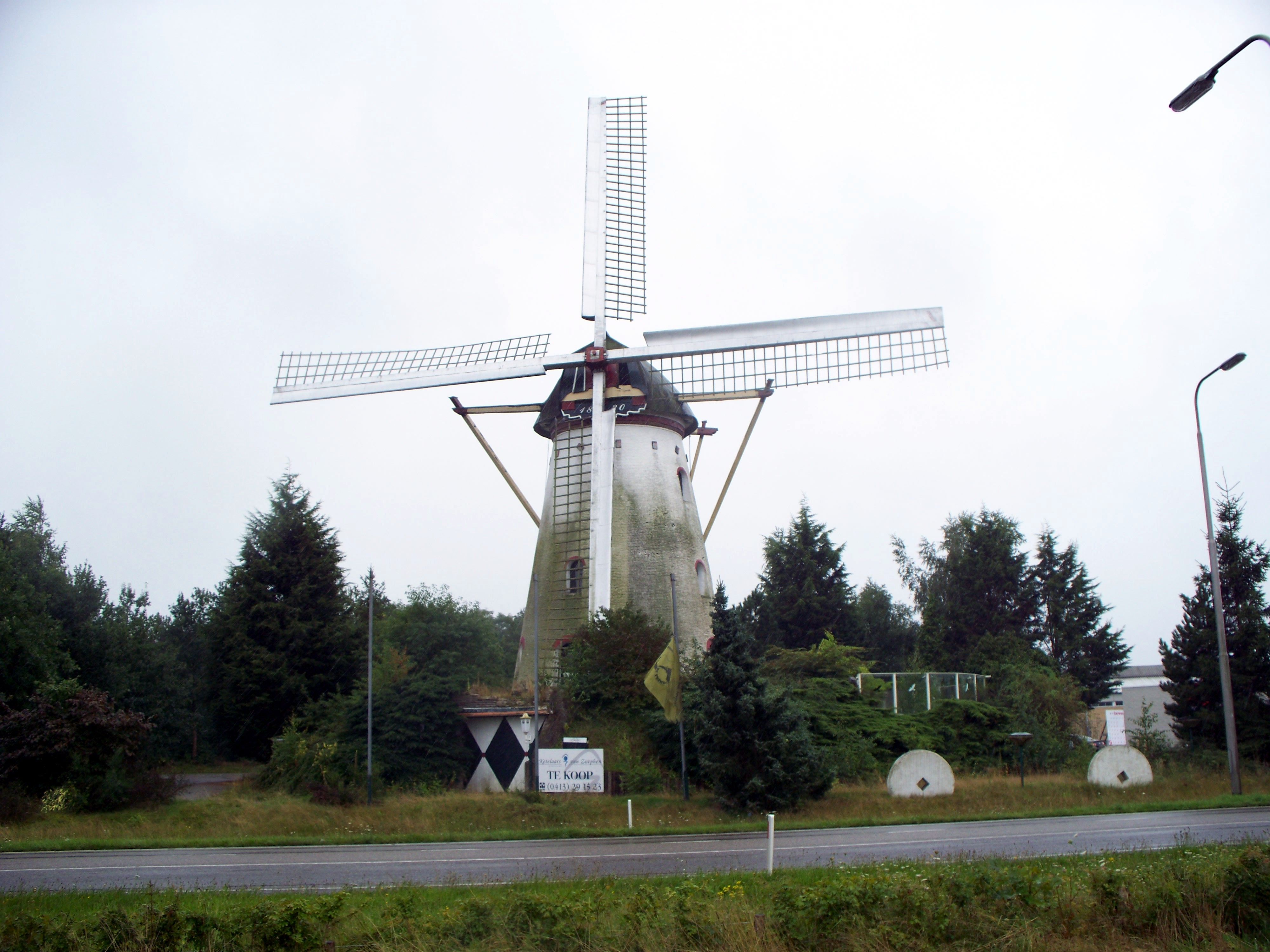
Le moulin blanc ou Hellemolen
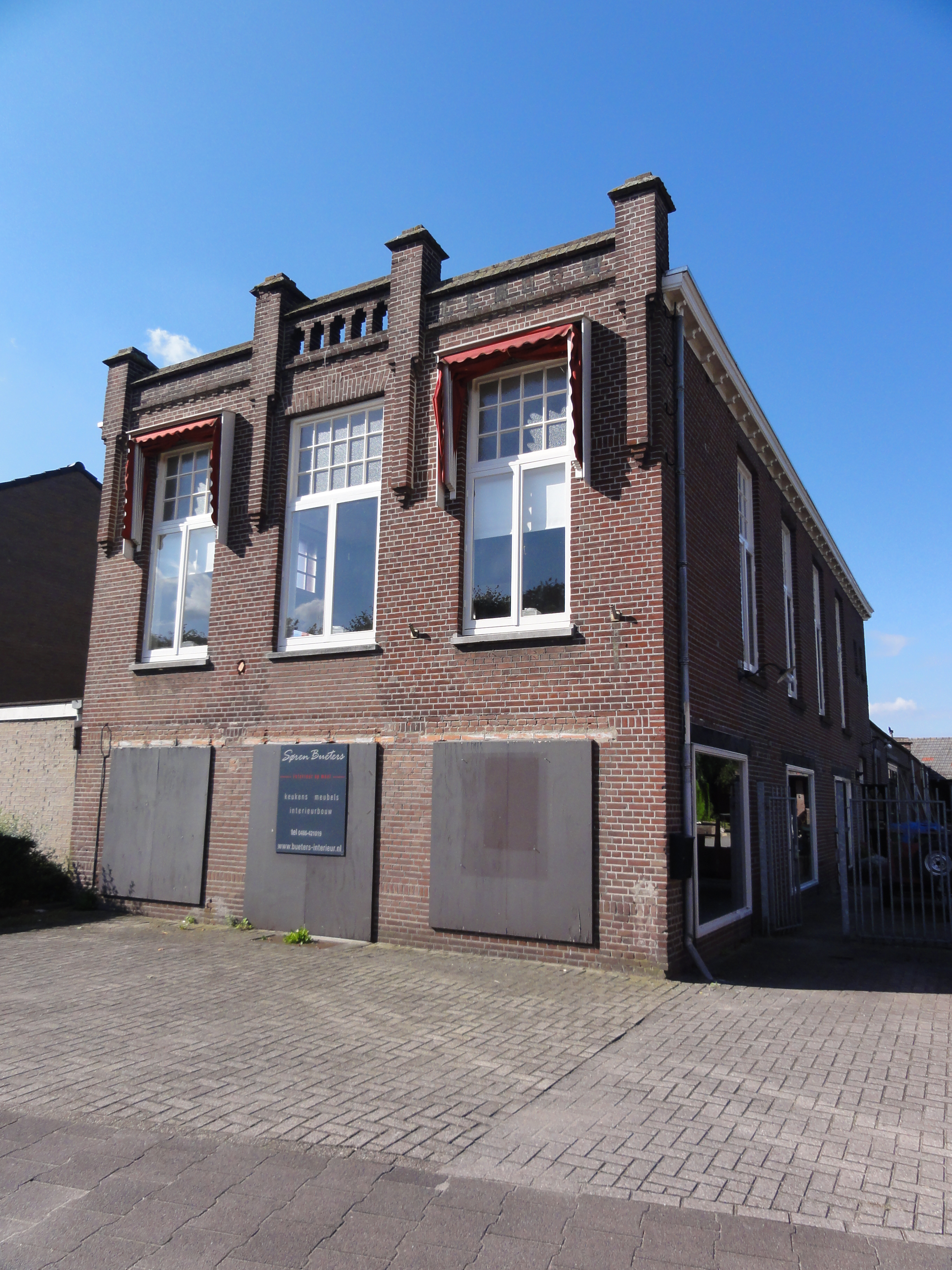
Le bâtiment du Syndicat agricole
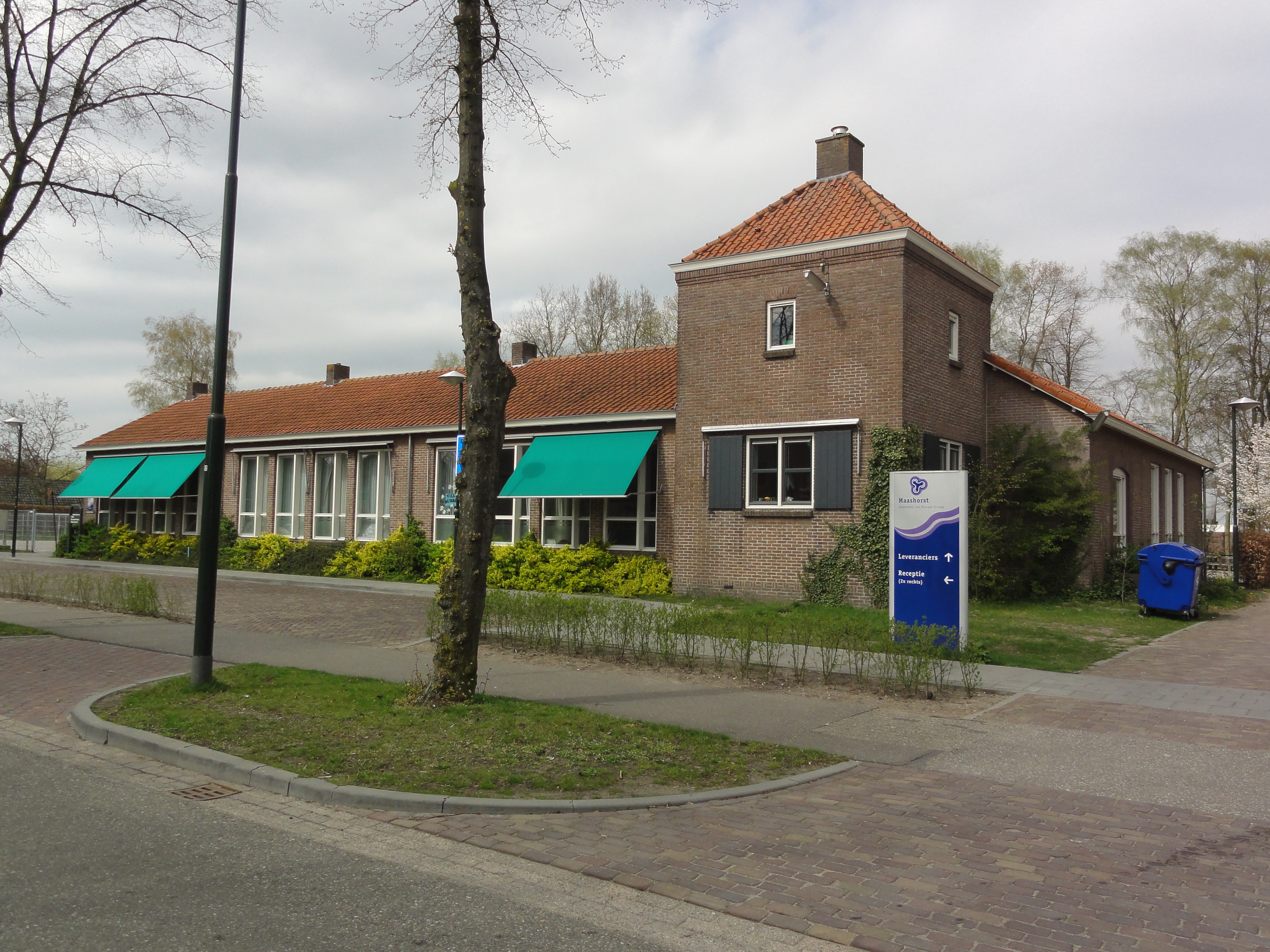
L'école primaire
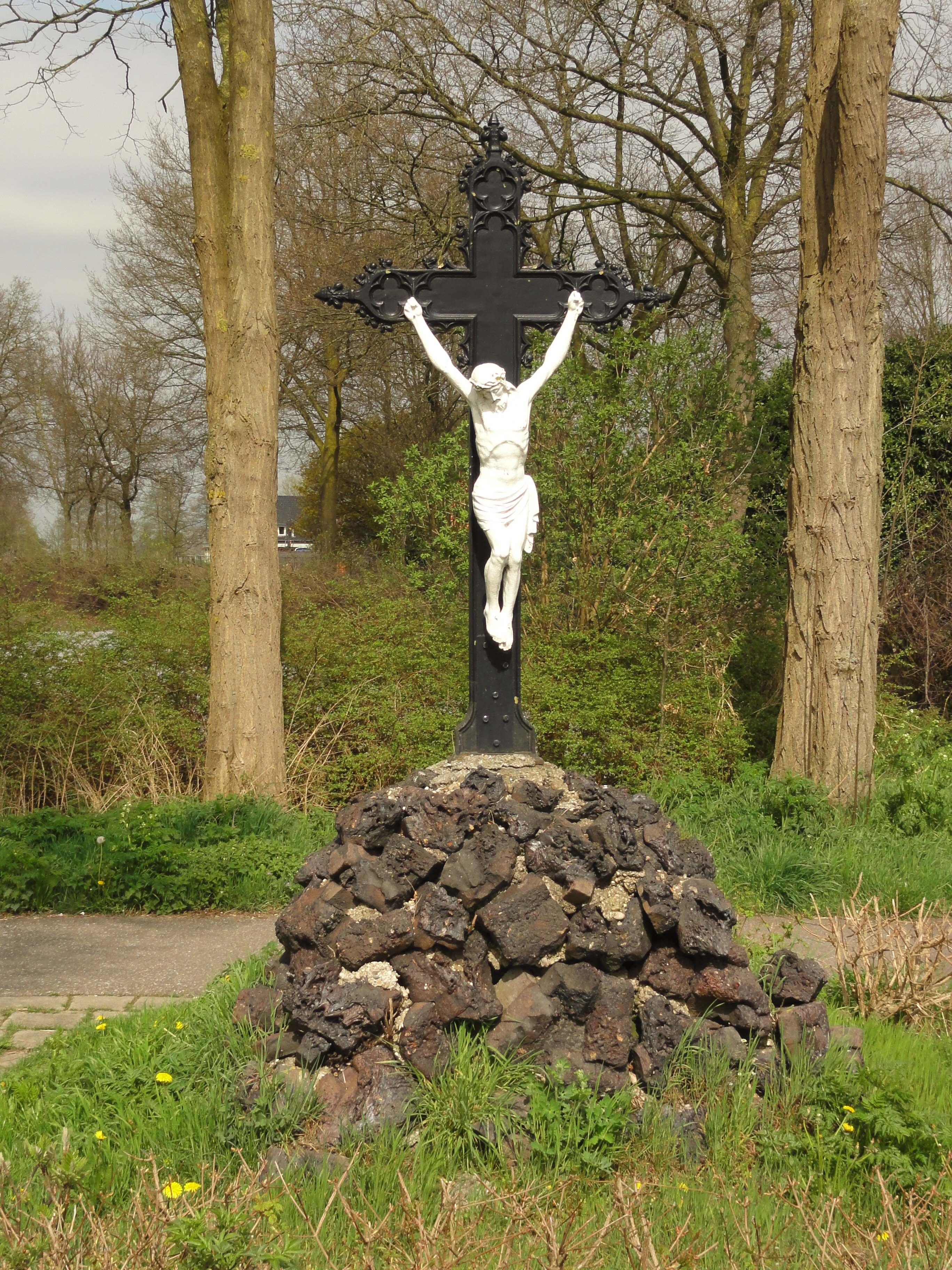
Croix de chemin